# Olkeriil
Olkeriil ist eine unbewohnte Insel von Palau.

## Geographie
Olkeriil ist eine Insel im Bereich der UNESCO-Welterbestätte Südliche Lagune der Rock Islands, (Chelbacheb-Inseln). Sie gehört zu den Ngeruktabel Islands und liegt nördlich der Hauptinsel Ngeruktabel.